# Denis Pétau
Denis Pétau (21 d'agost de 1583, Orleans - 11 de desembre de 1652, París) fou un jesuïta francès, teòleg i autor de diverses obres sobre cronologia històrica, dinasties, ciutats, etc. Es formà a La Sorbonne, on defensà la seva tesi per ser mestre d'arts en grec.
Arribà a ser bibliotecari reial, i les seves obres teològiques foren molt influents en la dogmàtica catòlica, en particular la seva obra De theologicis dogmatibus presenta un nou apropament a la dogmàtica, més centrat en la història de la seva formulació que en les tesis i distincions pròpies del sistema escolàstic. D'aquesta manera donà lloc a la història del dogma com a disciplina.